# Target with Four Faces
Target with Four Faces (littéralement, Cible avec quatre visages) est une peinture de l'artiste américain Jasper Johns, réalisée en 1955.

## Description
Target with Four Faces est une peinture à l'encaustique sur papier journal et tissu, eux-mêmes montés sur une toile. Le tableau, de format carré, représente une cible formée par 5 cercles concentriques, alternativement bleus et jaunes, sur un fond rouge.
Le tableau est surmonté par la partie basse de quatre visages masculins, sculptés dans du plâtre et contenus dans une boîte en bois.

## Historique
Jasper Johns peint Target with Four Faces en 1955.
Le tableau est conservé au Museum of Modern Art de New York, aux États-Unis.